# Jakobabad
Jakobabad (sindhi جیکب آباد) – miasto w Pakistanie, w prowincji Sindh. Według danych szacunkowych na rok 2008 liczyło 187 840 mieszkańców.